# MacBook Air
O MacBook Air é uma linha de computadores laptops desenvolvidos e fabricados pela Apple. Constituídos em uma estrutura fina e leve de alumínio. O MacBook Air foi projetado como um ultraportátil premium lançado em 2008 e em 2012 substituiu a linha Air se tornou o notebook Mac de entrada da Apple. Na linha atual de produtos, o MacBook Air está situado abaixo da faixa de desempenho do MacBook Pro.
O MacBook Air baseado em Intel, foi anunciado em janeiro de 2008 com uma tela de 13,3 polegadas e foi promovido como o notebook mais fino do mundo, abrindo uma categoria de laptop conhecida como ultrabooks. No ano seguinte, o MacBook Air (2ª geração) foi lançado em outubro de 2010, com um design mais fino e redesenhado, armazenamento em unidade de estado sólido e uma versão menor de 11,6 polegadas foi anunciada. As revisões posteriores adicionaram processadores Intel Core i5 ou i7 e entradas Thunderbolt. A terceira geração foi lançada em outubro de 2018 com dimensões reduzidas, Tela Retina e combinações das portas USB-C/Thunderbolt3 para transferência de dados e energia. Um modelo atualizado foi lançado em fevereiro de 2020 com o Magic Keyboard e uma opção para selecionar o processador Intel Core i7.
Em novembro de 2020, a Apple lançou o primeiro MacBook Air com Apple Silicon baseado no processador Apple M1.

## Visão Geral
Para reduzir o peso e altura, a Apple omitiu certas funções padrão de longa data em seus laptops. É o primeiro notebook da Apple desde o PowerBook 2400c sem uma unidade de mídia removível interna. Usuários podem adquirir um SuperDrive USB externo ou utilizarem o software Remote Disc integrado para acessar a unidade óptica de outro computador, mas somente para instalar softwares. Faltam um slot seguro slot de segurança e uma porta Ethernet, entretanto, um adaptador USB-para-Ethernet pode ser adquirido separadamente. Adicionalmente, o MacBook Air oferecia somente uma porta USB. Há uma falta de slots Cardbus e ExpressCard, ambos com uma função padrão em laptops mais velhos e novos. O dispositivo sente a falta de uma porta FireWire e como tal, o Mac OS X 10.5 Leopard não necessita de uma porta FireWire.
O MacBook Air é o primeiro computador laptop da Apple a ser oferecido com um dispositivo de memória sólida. O site ArsTechnica encontrou melhoramentos de desempenho "moderados" no SSD de 64GB em relação ao disco rígido padrão de 80GB em testes. O MacBook Air vem com 2GB (2GiB) de mémoria RAM como padrão.
A CPU é um chip Intel Core 2 Duo, que foi especialmente redesenhado para o MacBook Air, reduzindo o tamanho do pacote físico do chip em 60%. Mesmo sendo o processar único, foi criticado por ser de baixa força computacional e de uma geração mais antiga.
O laptop tem o sistema de tranca magnética do MacBook e um gabinete de alumínio com o MacBook Pro. O trackpad aumentado oferece gestos Multi-Touch como o iPhone, uma melhoria sob os trackpads de MacBook anteriores. Entre os gestos estão apertar, percorrer e rodar.
O primeiro MacBook Air vinha pré-carregado com o Mac OS X v10.5 e iLife '08.

### Disco Remoto

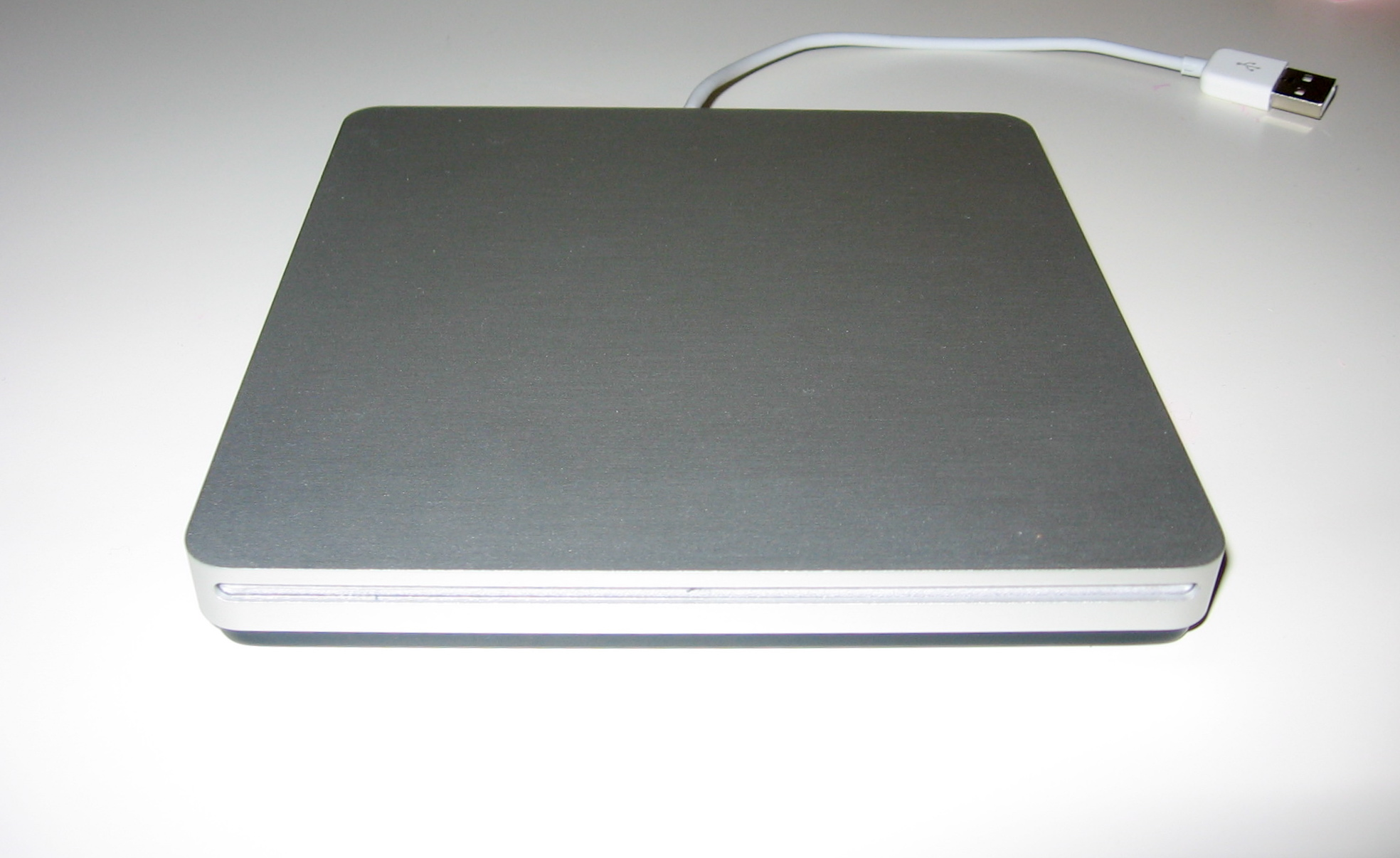
O SuperDrive opcional do MacBook Air.

O MacBook Air pode acessar via rede sem fio o drive ótico de outro Mac ou PC Windows que possui o programa Remote Disc instalado, permitindo a instalação de aplicativos a partir de um CD ou DVD. Ele também pode reinstalar o software do sistema a partir do DVD de instalação incluído. O Disco Remoto suporta netboot, então, o MacBook Air pode fazer boot a partir de seu DVD de instalação em uma unidade de outro computador.

### Serviciabilidade do usuário
Diferentemente do resto da família MacBook, o MacBook Air não tem partes diretamente substituíveis pelo usuário. Seu disco rígido, memória e bateria são fechadas dentro do gabinete, com a memória soldada à placa-mãe. A bateria do The MacBook Air não é facilmente substituível, fechada de uma maneira similar ao iPod e linhas de produtos Apple relacionadas. O disco rígido não é soldado e pode ser substituído através de um processo de desmontagem não convencional.

### Impacto ambiental
O MacBook Air tem um gabinete todo em alumínio, um substrato de vidro de LCD livre de mercúrio e arsênico, cabos internos livres de PVC e a maioria dos circuitos impressos livres de retardantes de fogo tratados com bromo.
 O Greenpeace, que anteriormente criticou a Apple por suas práticas ecológicas, declarou que o MacBook Air "mais verde" é um passo para o que é considerado como melhorias necessárias.

### Preocupação com superaquecimento
Vários usuários de MacBook Air desde o lançamento da primeira geração do produto reclamaram de problemas de superaquecimento severo, causando travamento da CPU. Este efeito parece ser exacerbado em climas mais temperados, como na Austrália do norte. Uma atualização de software lançada pela Apple no começo de Março que tentou corrigir o problema teve resultados variados. O problema tende a aparecer durante tarefas intensas do sistema como reprodução de vídeo, bate-papo com vídeo ou reprodução de jogos.

## Críticas
O MacBook Air foi criticado por Ryan Block do Engadget por seu alto preço comparado a outros notebooks com especificações similares, sugerindo que um premium é pago por seu formato de fábrica.
O Macbook Air também foi criticado pela dificuldade em acessar as portas de fone de ouvido e USB. Devido ao vão apertado, alguns dispositivos, incluindo alguns conectores de fones de ouvidos e modens USB de celulares 3G não couberam, sendo necessário que usuários adquiram um hub USB ou cabo de extensão para conseguirem utilizar seus dispositivos.
Como visto na seção especificações, o Macbook Air sente a falta de uma porta Firewire. Não suporta Target Disk Mode de qualquer tipo, que o habilitaria para ser utilizado com um disco rígido externo com rápidas transferências de dados.

## Especificações
| Componente                            | Intel Core 2                                                                                    |
| Modelo                                | MacBook Air (Começo de 2008)                                                                    |
| ------------------------------------- | ----------------------------------------------------------------------------------------------- |
| Monitor                               | Widescreen de 13.3 polegadas (diagonal) brilhante TFT LED, com resolução de 1280 por 800 pixels |
| Gráficos                              | Processador gráfico Intel GMA X3100 com 144MB de DDR2 SDRAM compartilhada com memória principal |
| Armazenamento                         | 120GB ATA 4200 rpm Opcional 128GB SSD Opcional SuperDrive USB externo do MacBook Air            |
| Processador                           | 1.8 GHz Intel Core 2 Duo Opcional 2.1 GHz Intel Core 2 Duo                                      |
| Mémoria                               | 2GB DDR2 SDRAM (PC2-5300)                                                                       |
| Sem Fios                              | AirPort Extreme 802.11a/b/g/n integrado Bluetooth 2.1+EDR integrado                             |
| Periféricos                           | Saída de áudio Porta USB 2.0 Micro-DVI                                                          |
| Sistema operacional mínimo necessário | Mac OS X Leopard 10.5.0                                                                         |
| Peso                                  | 1.36 kg                                                                                         |
| Dimensões                             | 0,4-1,94 x 32.5 x 22.7 cm                                                                       |